# Zaginięcie Iwony Wieczorek

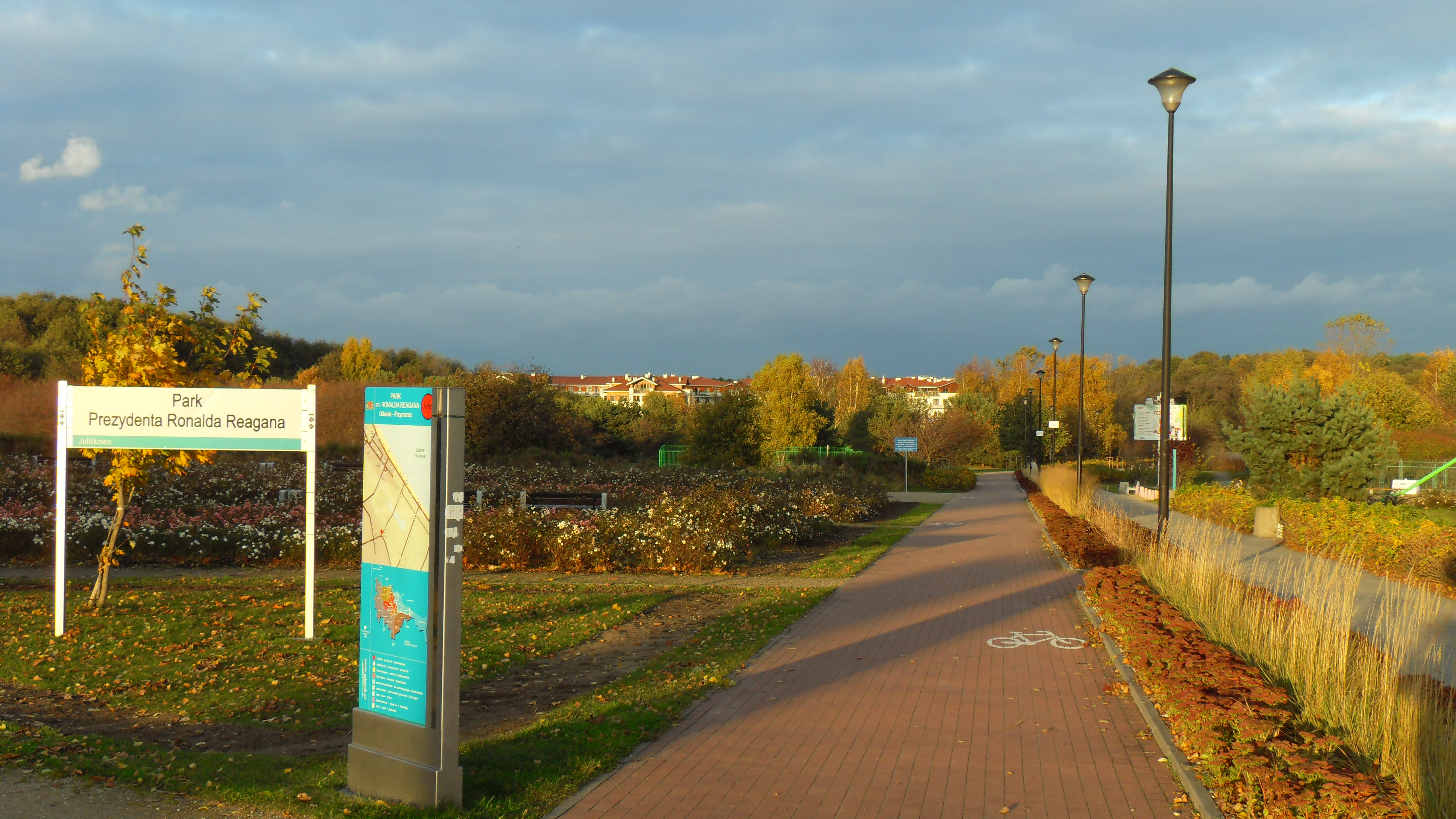
Park im. Ronalda Reagana w Gdańsku – prawdopodobny kierunek w którym udawała się Iwona Wieczorek gdy ostatni raz zarejestrował ją monitoring

Zaginięcie Iwony Wieczorek – niewyjaśniona sprawa zaginięcia 19-letniej gdańszczanki Iwony Joanny Wieczorek (ur. 8 stycznia 1991), która zaginęła 17 lipca 2010 w Trójmieście. Wracała wtedy z klubu w Sopocie do domu w Gdańsku; ostatni raz zarejestrowały ją kamery monitoringu w miejscu oddalonym o około 2 km od miejsca zamieszkania. Od tego czasu nie nawiązała kontaktu z rodziną.

## Historia
Nocą z 16 na 17 lipca 2010 roku Iwona Wieczorek, mająca wtedy 19 lat, bawiła się ze znajomymi w jednym z klubów w Sopocie. Po godzinie 3 opuściła klub i pieszo poszła w kierunku domu na gdańskim osiedlu Jelitkowski Dwór. Ostatni raz była widziana w Jelitkowie – o godzinie 4:12 rano została zarejestrowana przez kamery miejskiego monitoringu na ulicy Jantarowej, przechodząc obok wejścia na plażę nr 63. Kierowała się w stronę parku im. Reagana, idąc w kierunku domu oddalonego o około 2 km. Od tamtej pory nie nawiązała kontaktu z rodziną.
Zaginięcie zgłosiła rodzina, a poszukiwania prowadziła policja oraz detektyw bez licencji Krzysztof Rutkowski, a sprawa zyskała rozgłos w całej Polsce. Mimo zaangażowania znacznych sił policyjnych, zaginionej nie udało się odnaleźć. W trakcie postępowania przesłuchano około 300 świadków i przebadano wariografem około 40 osób, głównie znajomych zaginionej.
W 2011 Prokuratura Okręgowa w Gdańsku umorzyła śledztwo z powodu braku dowodów. Zwłoki nie zostały odnalezione, dlatego Iwona Wieczorek nie została formalnie uznana za zmarłą, a jej poszukiwania trwają. Sprawę przejęła specjalna grupa policyjna zwana Archiwum X.

## Literatura
Zagadnienie zaginięcia Iwony Wieczorek opisano w literaturze faktu. Sprawę zaginięcia oraz śledztwo relacjonował dziennikarz Janusz Szostak w dwóch książkach: Co się stało z Iwoną Wieczorek? (2018, wyd. Harde) oraz Kto zabił Iwonę Wieczorek? (2021, wyd. Virtualo). W 2025 ukazała się także książka Zaginiona Iwona Wieczorek. Koniec kłamstw autorstwa Marty Bilskiej i Mikołaja Podolskiego (wyd. Wielka Litera), ukazująca ustalenia dziennikarskie.